# Champagne Jeanmaire
Champagne Jeanmaire is een champagnemerk maar geen onafhankelijk champagnehuis. De champagne die met dit etiket wordt verkocht is een product van Château Malakoff.
Château Malakoff dat geen lid van de Union des Maisons de Champagne is, is een champagnehuis dat onder drie verschillende etiketten flessen champagne verkoopt. Het gaat om Champagne Jeanmaire, Champagne Oudinot en Champagne Beaumet. Het bedrijf is sinds 1981 onderdeel van Laurent-Perrier.